# Tiple colombien
Pour un article plus général, voir Tiple.
 (septembre 2024).
Si vous disposez d'ouvrages ou d'articles de référence ou si vous connaissez des sites web de qualité traitant du thème abordé ici, merci de compléter l'article en donnant les références utiles à sa vérifiabilité et en les liant à la section « Notes et références ».

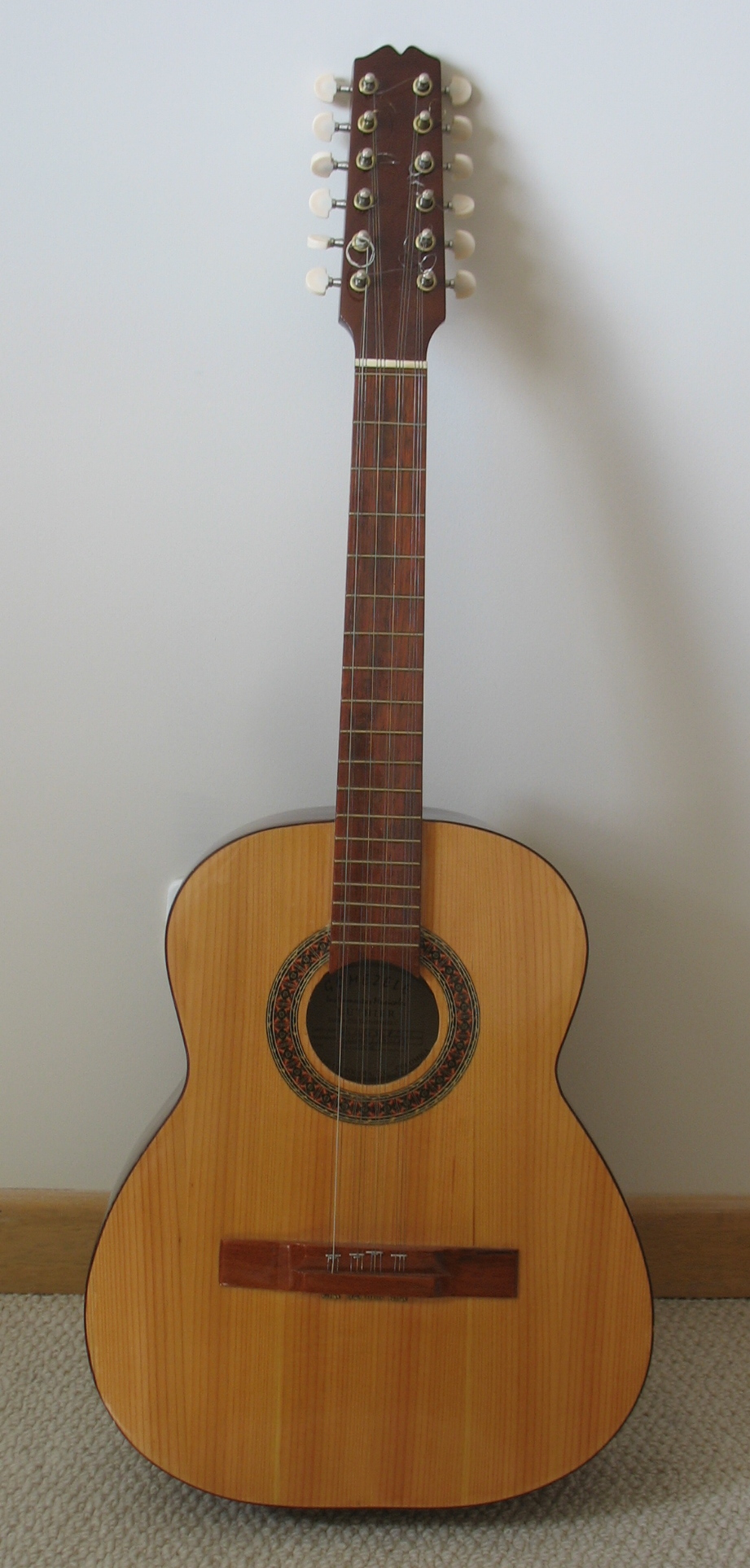
Un tiple colombien

Le tiple colombien est un instrument à cordes possédant douze cordes, regroupées en quatre chœurs, originaire de Colombie,.

## Caractéristiques
Parent proche de la guitare (légèrement plus petit), il a douze cordes métalliques regroupées en quatre chœurs de trois, avec accordage scalaire et une touche avec frettes.
Les quatre chœurs sont accordés pour les quartes justes et pour une tierce majeure, avec des intervalles disposés comme ceux des quatre premières cordes de la guitare classique. Alors que les trois cordes du premier chœur sont à l'unisson, celles des trois autres chœurs sont octavées entre elles et la corde centrale est plus basse d'un octave que les deux cordes externes.
Le tiple a un timbre particulièrement métallique et riche qui se marie bien avec le son des autres instruments à cordes, tant dans les accompagnements que dans les solos. Il est généralement utilisé dans la musique populaire sud-américaine ; par exemple, les Inti-Illimani, un groupe populaire chilien, font un usage intensif de cet instrument.

## Accordage
L'accordage, à partir des cordes du mi, est :
- 3 premières cordes MI ;
- 4e et 6e cordes SI (accordées à la quinte juste : 7 demi-tons) ;
- 5e corde SI (accordée à l'octave inférieure : 12 demi-tons) ;
- 7e et 9e cordes SOL (accordées à la sixte mineure : 8 demi-tons) ;
- 8e corde SOL (accordée à l'octave inférieure : 12 demi-tons) ;
- 10e et 12e cordes RE (accordées à la quinte juste : 7 demi-tons) ;
- 11e corde RE (accordée à l'octave inférieure : 12 demi-tons).